# Scinax exiguus
Espèce
Synonymes
- Ololygon exigua Duellman, 1986

Statut de conservation UICN

 LC  : Préoccupation mineure
Scinax exiguus est une espèce d'amphibiens de la famille des Hylidae.

## Répartition
Cette espèce est endémique de l'État de Bolívar au Venezuela. Elle se rencontre entre 1 210 et 1 350 m d'altitude dans le bassin du río Caroní dans la Gran Sabana.

## Publication originale
- Duellman, 1986 : Two New Species of Ololygon (Anura: Hylidae) from the Venezuelan Guyana. Copeia, vol. 1986, no 4, p. 864-870.